# Ivan VIII., papa
Ivan VIII. (Rim ? - Rim 882.), rimski papa.
Ivan VIII. započinje pontifikat nakon pape Hadrijana II. Obično ga se drži jednim od najsposobnijih papa 9. stoljeća. Među reformama što ih je proveo, posebno se spominje administrativna reorganizacija papinske kurije. Nastojao je protjerati Saracene s Apeninskog poluotoka, no europski vladari pružili su mu slabu podršku, pa im je bio prisiljen plaćati danak.
Obranio je svetog Metoda od njegovih germanskih neprijatelja koji su se protivili uporabi slavenskog jezika u liturgiji. Papa Ivan potvrdio je dozvolu slavljenja litrgije na slavenskom jeziku, što ju je već prethodno bio dao papa Hadrijan II. Ivan VIII. okrunio je 878. francuskoga kralja Luja II. Također je okrunio i dvojicu careva Svetog Rimskog Carstva: Karla II. i Karla III. Ubijen je u Rimu, 15. prosinca 882. godine.
Godine 879. pisao je hrvatskom knezu Branimiru, kako je na blagdan Uzašašća Gospodinova, za vrijeme svete mise svečano blagoslovio njega, hrvatski narod i zemlju.
Dragomu sinu Branimiru. Čitajući pismo tvoga gospodstva, što si ga nama po časnom svećeniku Ivanu, uzdaniku našem, poslao, razabrah jasnije od sunca koliku vjeru i iskreno štovanje gajiš prema crkvi svetih apostola Petra i Pavla i prema nama (...). Pa kako si preko spomenutog već svećenika Ivana od naše vrhovne vlasti molio troje, da te za bolji spas tvoj blagoslovimo našom apostolskom riječju, to smo vrlo rado učinili. Kad smo naime na dan Uzašašća Gospodnjega služili misu na žrtveniku sv. Petra, digosmo ruke uvis i blagoslovismo tebe i cio narod tvoj i cijelu zemlju tvoju, da možeš ovdje u vijek spašen tijelom i dušom sretno i sigurno vladati zemaljskom kneževinom, a poslije smrti, da se na nebesima veseliš s Bogom i da vječno vladaš (...).
Srednjovjekovna legenda s njime ponekad povezuje navodnu „papisu Ivanu“, čije postojanje nikad nije stvarno dokazano.

### Članci
- D.S. Iv. 1976. Nekoliko podataka sa starih ploča i listova. Crkva u svijetu. Sveučilište u Splitu - Katolički bogoslovni fakultet. Split. 11 (3): 197–200